# Nelas (freguesia)
Nelas es una freguesia portuguesa del concelho de Nelas, con 21,47 km² de superficie y 4.073 habitantes (2001). Su densidad de población es de 189,7 hab/km².